# Ten Little Indians (film, 1989)
Pour les articles homonymes, voir Ten Little Indians.
Pour plus de détails, voir Fiche technique et Distribution.
Ten Little Indians est un film policier britannique réalisé par Alan Birkinshaw, sorti en 1989. C'est la cinquième adaptation au cinéma du roman Dix Petits Nègres d'Agatha Christie.

## Synopsis
Un groupe de dix personnes qui ne se connaissent pas sont invitées a un safari au milieu de la jungle africaine par un certain Mr A.N O'Nyme. Mais peu après le départ tout tourne mal.

## Fiche technique
- Titre original : Ten Little Indians
- Réalisation : Alan Birkinshaw
- Scénario : Gerry O'Hara et Jackson Hunsicker, d'après le roman Dix Petits Nègres d'Agatha Christie
- Direction artistique : George Canes
- Costumes : Diana Cilliers
- Photographie : Arthur Lavis
- Montage : Penelope Shaw
- Musique : George S. Clinton
- Production : Harry Alan Towers
- Production déléguée : Avi Lerner
- Production associée : Michael Hartman
- Sociétés de production : Breton Film Productions et Pathé Communications
- Société de distribution : Cannon Film Distributors (États-Unis)
- Pays d'origine :  Royaume-Uni
- Langue : anglais
- Format : couleurs - 35 mm - Ultra Stéréo
- Genre : Film policier
- Durée : 98 minutes
- Dates de sortie :
  - France : 17 mai 1989 (Festival de Cannes)
  - États-Unis : novembre 1989

## Distribution
- Donald Pleasence : Mr. Justice Lawrence Wargrave
- Frank Stallone : Capitaine Philip Lombard
- Sarah Maur Thorp : Vera Claythorne
- Herbert Lom : Général Brancko Romensky
- Brenda Vaccaro : Marion Marshall
- Warren Berlinger : Détective William Henry Blore
- Yehuda Efroni : Dr Hans Yokem Werner
- Paul L. Smith : Elmo Rodgers
- Moira Lister : Ethel Mae Rodgers
- Neil McCarthy : Anthony Marston